# Johannes Remelinckhausen

Titelseite der Statua synodalia 1513 des Marmagener Pfarrers Johannes Remelinckhausen

Johannes Remelinckhausen (* vor 1494; † 10. August 1520) ist der erste bekannte Dechant des Eifeldekanates und Verfasser der „Statua synodalia“ von 1513.

## Leben
Johannes Remelinckhausen gehörte von 1494 bis zu seinem Tod 1520 dem Kanonikerstift Münstereifel als Scholastikus an. Als solcher erhielt er die Pfarre Marmagen als Präbende.
Wie eine Urkunde aus dem Archiv der Pfarrkirche Münstereifel belegt, wohnte er am 25. Juni 1505 der Übertragung der Reliquien des Märtyrerpaares Chrysanthus und Daria in der Stiftskirche bei.
Um 1513 wird er als Dechant des Eifeldekanates erwähnt. Er sammelte die alten Regeln der Eifeler Christianität und verfasste die neuen Statuten des Dekanates, nach denen die seelsorgerische Arbeit in der Eifelregion gestaltet wurde. Diese wurden 1559 vom Bonner Archidiakon, Johannes Gropper, bestätigt und hatten bis zur Neuorganisation der Kirchenprovinz Köln zu Beginn des 19. Jahrhunderts Bestand.
Die Pergament-Handschrift von Remelinckhausen wird heute im Hauptstaatsarchiv Düsseldorf aufbewahrt. Ihr Titel lautet: Statuta capituli Christianitatis Eyffliae, collecta per Johannem Remelinckhausen, Pastorem in Marmagen et decanum Eyffliae, Anno 1513.
Gedruckt wurden die Statuten des Eifeldekanates im 2. Band der Sammlung „Statua synodalia“ von Johannes Blattau (Trier 1844).
Ein ausführlicher Regest findet sich in Geschichte der Pfarreien des Dekanates Blankenheim von Pfarrer Dr. Johannes Becker (Köln 1893).